# Парламентские выборы в Испании (2004)
Парламентские выборы в Испании 2004 года состоялись в воскресенье, 14 марта и стали восьмыми, проведёнными в соответствии с испанской Конституцией 1978 года. Были избраны все 350 членов Конгресса депутатов и 208 из 259 сенаторов. В выборах приняло участие 75,66 % зарегистрированных избирателей.
Несмотря на то, что почти все опросы общественного мнения предсказывали победу правящей Народной партии победителем выборов стала оппозиционная Испанская социалистическая рабочая партия, хотя ей и не удалось завоевать абсолютное большинство мест в нижней палате парламента. На исход выборов оказали огромное влияние теракты в Мадриде 11 марта 2004 года, совершённые Аль-Каидой за три дня до голосования и ставшие крупнейшими террористическими акциями в истории страны.
Впервые с 1977 года партия, выигравшая выборы в Конгресс депутатов, не смогла получить большинство в Сенате.

## Законодательная власть
Генеральные Кортесы, орган испанской законодательной власти, которые предстояло избрать 6 июня 1993 года, состояли из двух палат: Конгресса депутатов (нижняя палата, 350 депутатов) и Сената (верхняя палата, 208 выборных депутатов). Законодательная инициатива принадлежала обеим палатам, а также правительству, но Конгресс имел большую власть, чем Сенат. Только Конгресс мог утвердить премьер-министра или проголосовать за его отставку, и он мог отменить вето Сената абсолютным большинством голосов. Тем не менее, Сенат обладал несколькими эксклюзивными функциями, в частности, по утверждению конституционных поправок.
Эта система, закреплённая Конституцией Испании 1978 года, должна была предоставить политическую стабильность правительству, а также укрепить позиции премьер-министра, предусматривая вынесение вотума недоверия только Конгрессом. Она также внедрила более эффективную защиту от изменений конституции, требуя участия в принятии поправок обеих палат, а также предусмотрев специальный процесс с более высокими порогами утверждения и строгие требования в отношении общих конституционных реформ или поправок, касающихся так называемых «защищённых положений».

## Избирательная система
В 1985 году был принят новый закон о выборах, заменивший заменил временное законодательство, действовавшее с 1977 года. Таким образом, избирательная система и все процедуры выборов, с некоторыми изменениями, были отныне прописаны в едином законе. В частности, группы избирателей получали право выдвинуть кандидатов только собрав подписи не менее 1 % зарегистрированных избирателей в конкретном районе. Голосование проходило на основе всеобщего избирательного права, с участием всех граждан старше восемнадцати.
348 мест в Конгрессе депутатов были распределены между 50 многомандатными избирательными округами, каждый из которых соответствовал одной из 50 испанских провинций, ещё два места были предназначены для Сеуты и Мелильи. Каждая провинция имела право как минимум на два места в Конгрессе, остальные 248 мест были распределены среди 50 провинций пропорционально их населению. Места в многомандатных округах распределялись по методу д’Ондта, с использованием закрытых списков и пропорционального представительства. В каждом из многомандатных округов к распределению мандатов допускались только списки сумевшие преодолеть порог в 3 % действительных голосов, которые включали и пустые бюллетени.
208 мест в Сенате был распределены между 58 округами. Каждый из 47 округов на полуострове, имел четыре места в Сенате. Островные провинции, Балеарские и Канарские острова, были разделены на девять округов. Три больших округа, Мальорка, Гран-Канария и Тенерифе, получили по три места в Сенате, малые округа, Менорка, Ивиса—Форментера, Фуэртевентура, Гомера—Иерро, Лансароте и Пальма — по одному. Сеута и Мелилья избирали по два сенатора. В общей сложности, в Сенате насчитывалось 208 депутатов, избираемых прямым голосованием, с использованием открытого списка с частичным блоком голосования. Вместо того, чтобы голосовать за партии, избиратели отдавали голоса за отдельных кандидатов. В четырёхмандатных округах избиратели могли проголосовать не более чем за три кандидата, в трёх- и двухмандатных за двух кандидатов, в одномандатных округах за одного кандидата. Кроме того, каждое из автономных сообществ могли избрать по крайней мере одного сенатора и имели право на одно дополнительное место на каждый миллион жителей.

## Предыстория
Выборы 2004 года должны были пройти 11 апреля, но уходящее правительство Аснара сдвинуло дату голосования на четыре недели. Это было сделано для того, что избирательная кампания не пересекалась с Пасхой, как это произошло на выборах 2000 года.
В 2000 году премьер-министр Аснар в ходе обсуждения своей кандидатуры на пост главы правительства в парламенте объявил, что не будет в третий раз выдвигаться на эту должность. 1 сентября 2003 года Аснар избрал в качестве своего преемника на посту главы партии бывшего министра внутренних дел Мариано Рахоя, отклонив кандидатуры экс-министра экономики Родриго Рато и бывшего министра внутренних дел Хайме Майора Ореха. На следующий день решение Азнара было утверждено Национальным руководящим советом Народной партии.
Период 2000—2004 годов был полон событий, которые негативно воздействовали на имидж правительства Аснара, подрывая его популярность: округление цен при вступлении в зону евро, резкий рост цен на жильё, реформа пособий по безработице, приведшая ко всеобщей 24-часовой забастовке 20 июня 2002 года, крупнейшая морская экологическая катастрофа у берегов Европы, реформа образования 2002 года, участие Испании в войне в Ираке, катастрофа Як-42 под Трабзоном… Многие из этих событий вызвали массовые демонстрации. Не случайно, социалисты на муниципальных выборах 25 мая 2003 года смогли опередить Народную партию. Правда, ИСРП удалось превзойти правоцентристов только по голосам (34,83 % против 34,29%), но уступила по количеству избранных муниципальных советников (23 224 против 23 615).

## Предвыборная кампания
Впервые с начала перехода Испании к демократии, все три ведущие политические силы страны пошли на выборы сменив своих лидеров. После того, как премьер-министр Хосе Мария Аснар объявил о своём намерении не баллотироваться на третий срок, правящую Народную партию возглавил бывший министр внутренних дел Мариано Рахой. Оппозиционную Испанскую социалистическую рабочую партию, после провала на предыдущих выборах, повёл на выборы депутат Хосе Луис Родригес Сапатеро, сумевший в ходе борьбы за право возглавить партию с небольшим отрывом опередить главу регионального правительства Кастилии-Ла-Манчи Хосе Боно. Лидером «Объединённых левых» стал профессор медицины Гаспар Льямасарес.
Как и на предыдущих выборах, Народная партия надеясь остаться у власти ещё на четыре года, сделала ставку на преемственность программы: та же политика и те же игроки, за исключением Аснара. В ходе избирательной кампании правоцентристы апеллировали к успехам двух сроков правления Аснара, в первую очередь, на расширение занятости, снижение налогов и помощь предпринимателям, а также сближение с Европой и улучшение международных отношений Испании. С 1996 года безработица в стране снизилась с 22 % до 11,5 %. Опираясь на достижения предшественника, Рахой обещал утвердить Испанию среди самых благополучных стран Европы. Также, он обращал внимание избирателей на отсутствие коррупции в правительстве Народной партии.
Социалистическую партию, стремившуюся вернуться к власти после восьмилетнего перерыва, сделала ставку на ранее малоизвестному кандидата с молодым и инновационным профилем, тем самым открывая новый этап и окончательно переворачивая страницу эпохи Фелипе Гонсалеса. Социалисты ожидали, что усталось людей от Аснара послужит движущей силой политических перемен в Испании. В своей кампании Сапатеро критиковал внешнюю политику Аснара, втянувшего Испанию в Иракскую войну, обещал повысить качество занятости и воспользоваться экономическим ростом для улучшения образования, здравоохранения, системы социальной помощи и пенсионного обеспечения. Его главными обещаниями было немедленно вывести испанские войска из Ирака и повысить минимальную месячную заработную плату до 600 евро (100 000 песет).
Вся кампания проходила с уверенным лидерством Народной партии. С 11 июня 2003 года почти все опросы общественного мнения отдавали победу правящей партии. За неделю до выборов опросы по прежнему давали Народной партии преимущество на выборах, хотя и предполагалось, что ей вряд ли удастся повторить успех 2000 года и вновь завоевать абсолютное большинство в Конгрессе депутатов. Но за три дня до выборов, 11 марта 2004 года, прогремели взрывы в Мадриде. Это был самый большой теракт в истории Испании. В результате, политические партии приостановили свои избирательные кампании. В теракте власти сразу же обвинили террористическую организацию ЭТА. Однако почти сразу стало очевидно, что взрывы не соответствуют обычной практике баскских террористов. Новые доказательства указывали, что нападение было совершено исламскими террористами, возможно связанными с Аль-Каидой. Оппозиция и СМИ обвинили правительство в сокрытии информации, для того чтобы испанская общественность не связала нападение исламистов с участием Испании в непопулярной войне в Ираке, что могло бы ослабить шансы правящей партии победить на предстоящих выборах. Крупные демонстрации недовольных информационной политикой Министерства внутренних дел прошли по всей Испании, протесты были также организованы перед штаб-квартирами Народной партии за день до выборов.
Накал несанкционированных протестов был так высок, что вечером 13 марта стал вопрос о введении чрезвычайного положения и переносе даты голосования. Наконец, поздно ночью с 13 на 14 марта (в день выборов), премьер-министр Аснар исключил такую возможность во избежание усиления беспорядков.

## Опросы
Результаты предвыборных опросов общественного мнения приведены в таблице ниже в обратном хронологическом порядке, показывая самые последние первыми. Приведены последние даты опроса, а не дата публикации. Если такая дата неизвестна, указана дата публикации. Самый высокий процент в каждом опросе отображается жирным шрифтом и выделен цветом ведущего участника. Колонка справа показывает разницу между двумя ведущими партиями в процентных пунктах. Если конкретный опрос не показывает данные для какой-либо из партий, ячейки этой партии, соответствующая данному опросу показана пустой. Светло-зелёным цветом выделены экзит-поллы, светло-розовым — опрос, проведённый после даты официального запрета публикации итогов опросов общественного мнения, светло-жёлтым — многосценарные прогнозы.
| Организация                                                               | Дата            | Народная партия | Испанская социалистическая рабочая партия | Объединённые левые | Конвергенция и Союз |     | Предел погрешности | Количество опрошенных | Разница |  |  |  |
| ------------------------------------------------------------------------- | --------------- | --------------- | ----------------------------------------- | ------------------ | ------------------- | --- | ------------------ | --------------------- | ------- |  |  |  |
| Организация                                                               | Дата            |                 |                                           |                    |                     |     |                    |                       |         |  |  |  |
| Итоги выборов Архивная копия от 11 марта 2016 на Wayback Machine          | 14 марта 2004   | 37,7            | 42,6                                      | 5,0                | 3,2                 | 1,6 |                    |                       | 4,9     |  |  |  |
|                                                                           |                 |                 |                                           |                    |                     |     |                    |                       |         |  |  |  |
| Sigma Dos (21:00)                                                         | 14 марта 2004   | 37,5            | 42,7                                      | 5,3                | 3,1                 | 1,7 |                    |                       | 5,2     |  |  |  |
| Ipsos-Eco Consulting Архивная копия от 23 августа 2017 на Wayback Machine | 14 марта 2004   | 36,9            | 41,4                                      | 6,3                | 3,0                 | 1,4 |                    |                       | 4,5     |  |  |  |
| Sigma Dos (20:00)                                                         | 14 марта 2004   | 38,5            | 41,0                                      | 5,4                | 3,2                 | 1,6 |                    |                       | 2,5     |  |  |  |
| TNS Demoscopia Архивная копия от 4 марта 2016 на Wayback Machine          | 13 марта 2004   | 40,6            | 38,3                                      | 6,5                | 3,0                 | 1,5 |                    |                       | 2,3     |  |  |  |
| Opina                                                                     | 12 марта 2004   | 39,5            | 40,5                                      | 6,1                | 3,0                 | 1,2 |                    |                       | 1,0     |  |  |  |
| Sigma Dos                                                                 | 12 марта 2004   | 40,3            | 39,6                                      | 5,2                | 3,3                 | 1,8 | ±3,2 pp            | 1 000                 | 0,7     |  |  |  |
| Sigma Dos                                                                 | 10 марта 2004   | 41,2            | 38,4                                      | 5,3                | 3,3                 | 1,8 | ±3,2 pp            | 1 000                 | 2,8     |  |  |  |
| Citigate Sanchís Архивная копия от 15 февраля 2017 на Wayback Machine     | 8 марта 2004    | 42,8            | 37,3                                      | 5,7                | 3,1                 | 1,5 |                    |                       | 5,5     |  |  |  |
| Opina                                                                     | 7 марта 2004    | 40,5            | 38,0                                      | 5,8                | 3,6                 | 1,4 | ±3,1 pp            | 1 000                 | 2,5     |  |  |  |
| Opina                                                                     | 6 марта 2004    | 40,5            | 37,0                                      | 5,8                | 3,8                 | 1,5 | ±3,1 pp            | 1 000                 | 3,5     |  |  |  |
| Sigma Dos Архивная копия от 4 марта 2016 на Wayback Machine               | 6 марта 2004    | 42,1            | 37,6                                      | 5,3                | 3,4                 | 1,8 | ±3,2 pp            | 1 000                 | 4,5     |  |  |  |
| Opina                                                                     | 5 марта 2004    | 41,0            | 37,0                                      | 6,0                | 4,0                 | 1,5 | ±3,1 pp            | 1 000                 | 4,0     |  |  |  |
| Celeste-Tel                                                               | 5 марта 2004    | 42,9            | 37,2                                      | 5,9                | 3,5                 | 1,7 |                    | 2 404                 | 5,7     |  |  |  |
| Opina                                                                     | 4 марта 2004    | 41,5            | 36,5                                      | 7,0                | 3,5                 | 1,5 | ±3,1 pp            | 1 000                 | 5,0     |  |  |  |
| Opina                                                                     | 3 марта 2004    | 41,5            | 36,5                                      | 6,5                | 3,0                 | 1,6 | ±3,1 pp            | 1 000                 | 5,0     |  |  |  |
| Vox Pública Архивная копия от 22 марта 2016 на Wayback Machine            | 3 марта 2004    | 42,5            | 37,3                                      | 7,1                | 3,2                 | 1,5 | ±2,6 pp            | 1 500                 | 5,2     |  |  |  |
| Noxa Архивная копия от 6 марта 2017 на Wayback Machine                    | 3 марта 2004    | 41,4            | 39,2                                      | 6,3                | 3,0                 | 2,1 | ±2,6 pp            | 1 500                 | 2,2     |  |  |  |
| Opina                                                                     | 2 марта 2004    | 41,0            | 36,5                                      | 6,5                | 3,2                 | 1,7 | ±3,1 pp            | 1 000                 | 4,5     |  |  |  |
| Sigma Dos Архивная копия от 4 марта 2016 на Wayback Machine               | 2 марта 2004    | 42,8            | 36,6                                      | 5,7                | 3,3                 | 1,8 | ±0,9 pp            | 12 500                | 6,2     |  |  |  |
| Opina                                                                     | 1 марта 2004    | 40,5            | 36,5                                      | 6,5                | 3,2                 | 1,7 | ±3,1 pp            | 1 000                 | 4,0     |  |  |  |
| Opina Архивная копия от 6 марта 2017 на Wayback Machine                   | 1 марта 2004    | 42,0            | 38,0                                      | 6,3                | 3,0                 | 1,7 | ±1,6 pp            | 4 000                 | 4,0     |  |  |  |
| Opina                                                                     | 29 февраля 2004 | 40,5            | 36,5                                      | 7,0                | 3,5                 | 1,5 | ±3,1 pp            | 1 000                 | 4,0     |  |  |  |
| Ipsos-Eco Consulting Архивная копия от 15 февраля 2017 на Wayback Machine | 29 февраля 2004 | 41,3            | 37,4                                      | 6,5                | 3,4                 | 1,4 |                    |                       | 3,9     |  |  |  |
| Citigate Sanchís Архивная копия от 15 февраля 2017 на Wayback Machine     | 29 февраля 2004 | 44,4            | 36,8                                      | 5,6                | 3,2                 | 2,1 |                    |                       | 7,6     |  |  |  |
| Opina                                                                     | 28 февраля 2004 | 41,0            | 36,5                                      | 6,5                | 3,8                 | 1,6 | ±3,1 pp            | 1 000                 | 4,5     |  |  |  |
| Opina                                                                     | 27 февраля 2004 | 41,5            | 36,5                                      | 6,4                | 3,8                 | 1,6 | ±3,1 pp            | 1 000                 | 5,0     |  |  |  |
| Celeste-Tel                                                               | 27 февраля 2004 | 42,2            | 36,1                                      | 5,4                | 3,9                 | 1,8 |                    |                       | 8,1     |  |  |  |
| Atento STC Архивная копия от 30 апреля 2016 на Wayback Machine            | 27 февраля 2004 | 40,4            | 37,5                                      | 5,0                |                     |     |                    |                       | 2,9     |  |  |  |
| Opina                                                                     | 26 февраля 2004 | 41,5            | 36,5                                      | 6,0                | 4,0                 | 1,5 | ±3,1 pp            | 1 000                 | 5,0     |  |  |  |
| Sigma Dos                                                                 | 25 февраля 2004 | 43,3            | 35,8                                      | 5,8                | 3,6                 | 1,4 | ±3,2 pp            | 1 000                 | 7,5     |  |  |  |
| TNS Demoscopia Архивная копия от 31 марта 2012 на Wayback Machine         | 25 февраля 2004 | 42,2            | 37,2                                      | 7,0                | 3,1                 | 1,5 | ±1,1 pp            | 12 760                | 5,0     |  |  |  |
| Gallup                                                                    | 20 февраля 2004 | 43,9            | 35,1                                      | 6,1                | 3,2                 | 1,5 | ±2,2 pp            | 2 036                 | 8,8     |  |  |  |
| Metra Seis Архивная копия от 4 марта 2016 на Wayback Machine              | 16 февраля 2004 | 42,0            | 36,2                                      | 5,8                | 3,4                 | 1,9 |                    | 5 200                 | 5,8     |  |  |  |
| CIS Архивная копия от 23 сентября 2015 на Wayback Machine                 | 15 февраля 2004 | 42,2            | 35,5                                      | 6,6                | 3,7                 | 1,8 | ±0,6 pp            | 24 109                | 6,7     |  |  |  |
| Sigma Dos Архивная копия от 6 марта 2017 на Wayback Machine               | 14 февраля 2004 | 43,5            | 35,4                                      | 5,2                | 3,8                 | 1,6 | ±3,2 pp            | 1 000                 | 8,1     |  |  |  |
| Noxa Архивная копия от 6 марта 2017 на Wayback Machine                    | 12 февраля 2004 | 42,6            | 38,6                                      | 5,8                | 2,8                 | 2,2 | ±2,9 pp            | 1 200                 | 4,0     |  |  |  |
| Opina                                                                     | 11 февраля 2004 | 41,0            | 38,0                                      | 5,0                | 5,0                 | 2,0 | ±3,1 pp            | 1 000                 | 3,0     |  |  |  |
| Celeste-Tel                                                               | 8 февраля 2004  | 43,9            | 35,8                                      | 5,4                | 3,9                 | 1,8 |                    |                       | 8,1     |  |  |  |
| Sigma Dos                                                                 | 8 февраля 2004  | 44,3            | 34,8                                      | 5,6                | 3,6                 | 1,5 | ±3,2 pp            | 1 000                 | 9,5     |  |  |  |
| Opina                                                                     | 31 января 2004  | 41,0            | 37,0                                      | 4,0                | 4,0                 | 2,0 | ±3,1 pp            | 1 000                 | 4,0     |  |  |  |
| Opina Архивная копия от 6 марта 2017 на Wayback Machine                   | 25 января 2004  | 42,5            | 37,0                                      | 5,5                | 3,5                 | 1,5 |                    |                       | 5,5     |  |  |  |
| Gallup                                                                    | 22 января 2004  | 41,9            | 36,2                                      | 6,7                | 4,3                 | 1,7 | ±2,2 pp            | 2 028                 | 5,7     |  |  |  |
| Vox Pública Архивная копия от 8 марта 2016 на Wayback Machine             | 21 января 2004  | 43,0            | 38,0                                      | 5,5                | 3,0                 | 1,5 | ±2,6 pp            | 1 501                 | 5,0     |  |  |  |
| Opina                                                                     | 16 января 2004  | 42,0            | 38,0                                      | 4,5                | 3,5                 | 1,5 | ±3,1 pp            | 1 000                 | 4,0     |  |  |  |
| Noxa Архивная копия от 6 марта 2017 на Wayback Machine                    | 9 января 2004   | 42,6            | 36,5                                      | 7,2                | 3,0                 | 2,1 | ±3,2 pp            | 1 000                 | 6,1     |  |  |  |
| Sigma Dos Архивная копия от 7 марта 2017 на Wayback Machine               | 4 января 2004   | 44,6            | 33,9                                      | 6,2                | 3,8                 | 1,3 | ±3,2 pp            | 1 000                 | 10,7    |  |  |  |
| Opina                                                                     | 2 января 2004   | 42,0            | 40,0                                      | 6,0                | 3,5                 | 2,0 | ±3,1 pp            | 1 000                 | 2,0     |  |  |  |
|                                                                           |                 |                 |                                           |                    |                     |     |                    |                       |         |  |  |  |

## Результаты

### Конгресс депутатов

Распределение мест среди партий:
Испанская социалистическая рабочая партия: 164
Народная партия: 148
Конвергенция и Союз: 10
Республиканская левая Каталонии: 8
Баскская националистическая партия: 7
Объединённые левые: 5
Канарская коалиция: 3
Галисийский националистический блок: 2
Баскская солидарность: 1
Союз арагонцев: 1
«Наварре — Да»: 1

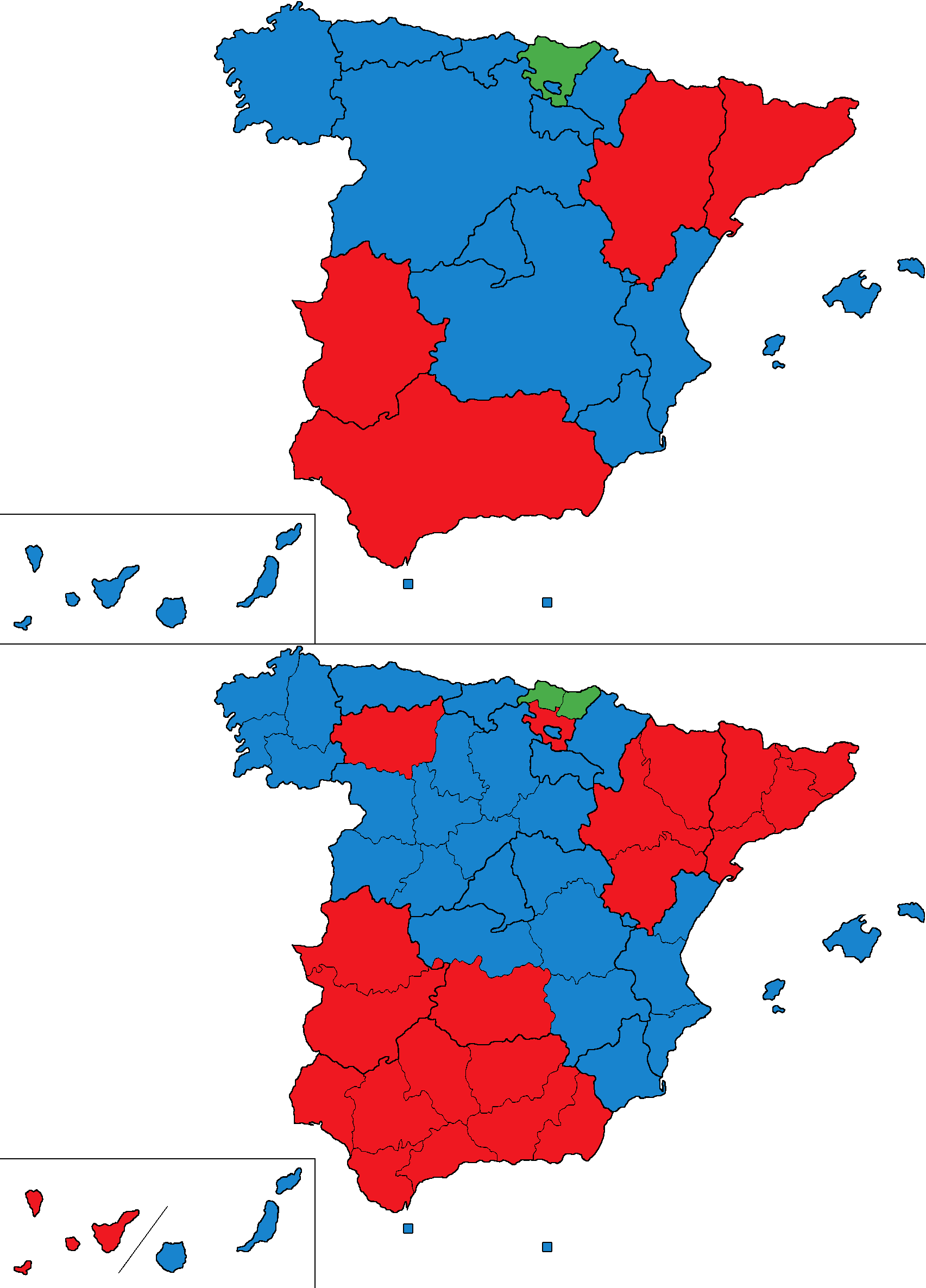
Победители голосования в автономных сообществах и провинциях
Испанская социалистическая рабочая партия
Народная партия
Баскская националистическая партия

Полужирным шрифтом выделены партии и коалиции, завоевавшие хотя бы одно место в Конгрессе депутатов.
| Партии и коалиции                                                                           | Партии и коалиции                                    | Партии и коалиции                                       | Лидер                                 | Голоса     | Голоса | Голоса | Места | Места |
| Партии и коалиции                                                                           | Партии и коалиции                                    | Партии и коалиции                                       | Лидер                                 | Голоса     | %      | ±п.п.  | Места | +/−   |
| ------------------------------------------------------------------------------------------- | ---------------------------------------------------- | ------------------------------------------------------- | ------------------------------------- | ---------- | ------ | ------ | ----- | ----- |
|                                                                                             | Испанская социалистическая рабочая партия            | исп. Partido Socialista Obrero Español, PSOE            | Хосе Луис Родригес Сапатеро           | 11 026 163 | 42,59  | ▲8,42  | 164   | ▲39   |
|                                                                                             | Народная партия                                      | исп. Partido Popular, PP                                | Мариано Рахой                         | 9 763 144  | 37,71  | ▼6,81  | 148   | ▼35   |
|                                                                                             | Объединённые левые                                   | исп. Izquierda Unida, IU                                | Гаспар Льямасарес                     | 1 284 081  | 4,96   | ▼0,93  | 5     | ▼3    |
|                                                                                             | Конвергенция и Союз                                  | кат. Convergència i Unió, CiU                           | Жосеп Антони Дуран и Льейда           | 835 471    | 3,23   | ▼0,96  | 10    | ▼5    |
|                                                                                             | Республиканская левая Каталонии                      | кат. Esquerra Republicana de Catalunya, ERC             | Жосеп-Льюис Карод-Ровира              | 652 196    | 2,52   | ▲1,68  | 8     | ▲7    |
|                                                                                             | Баскская националистическая партия                   | баск. Euzko Alderdi Jeltzalea, EAJ                      | Жосу Эркорека                         | 420 980    | 1,63   | ▲0,10  | 7     | ▬     |
|                                                                                             | Канарская коалиция                                   | исп. Coalición Canaria, CC                              | Паулино Риверо                        | 235 221    | 0,91   | ▼0,16  | 3     | ▼1    |
|                                                                                             | Галисийский националистический блок                  | галис. Bloque Nacionalista Galego, BNG                  | Франсиско Родригес Санчес             | 208 688    | 0,81   | ▼0,51  | 2     | ▼1    |
|                                                                                             | Андалусистская партия                                | исп. Partido Andalucista, PA                            | Хосе Антонио Гонсалес                 | 181 868    | 0,70   | ▼0,19  | 0     | ▼1    |
|                                                                                             | Союз арагонцев                                       | араг. Chunta Aragonesista, CHA                          | Хосе Антонио Лабордета                | 94 252     | 0,36   | ▲0,03  | 1     | ▬     |
|                                                                                             | Баскская солидарность                                | баск. Eusko Alkartasuna, EA                             | Бегонья Ласагабастер                  | 80 905     | 0,31   | ▼0,12  | 1     | ▬     |
|                                                                                             | «Наварре — Да»                                       | баск. Nafarroa Bai, NaBai                               | Ухуэ Баркос                           | 61 045     | 0,24   | новая  | 1     | ▲1    |
|                                                                                             | Валенсийский националистический блок–«Зелёная левая» | вал. Bloc Nacionalista Valencià–Esquerra Verda, BLOC–EV | Энрик Морера                          | 40 759     | 0,16   | ▼0,09  | 0     | —     |
|                                                                                             | Прогрессисты Балеарских островов                     | кат. Progressistes per les Illes Balears                | Фернанда Рамон                        | 40 289     | 0,16   | Новая  | 0     | —     |
|                                                                                             | Граждане против всех                                 | исп. Ciudadanos En Blanco                               | Феликс Диас Рубио                     | 40 208     | 0,16   | Новая  | 0     | —     |
|                                                                                             | Аралар—«Встань»                                      | баск. Aralar—Zutik                                      | Шабиэр Сарасуа                        | 38 560     | 0,15   | Новая  | 0     | —     |
|                                                                                             | «Зелёные—Экопацифисты»                               | исп. Los Verdes Ecopacifistas, LVE                      | Монтсеррат Морено                     | 37 499     | 0,14   | ▲0,04  | 0     | —     |
|                                                                                             | Арагонская партия                                    | араг. Partido Aragonés, PA                              | Мануэль Лоренсо Бласко                | 36 540     | 0,14   | ▼0,03  | 0     | —     |
|                                                                                             | Демократический и социальный центр                   | исп. Centro Democrático y Social, CDS                   | Тереса Гомес-Лимон                    | 34 101     | 0,13   | ▲0,03  | 0     | —     |
|                                                                                             | «Зелёные—Экологическая альтернатива»                 | кат. Els Verds-Alternativa Ecologista, EV-AE            |                                       | 30 528     | 0,12   | Новая  | 0     | —     |
|                                                                                             | Партии, набравшие менее 0,1 % голосов                | Партии, набравшие менее 0,1 % голосов                   | Партии, набравшие менее 0,1 % голосов | 326 917    | 1,41   | ▲0,57  | 0     | —     |
|                                                                                             | Пустые бюллетени                                     | Пустые бюллетени                                        | Пустые бюллетени                      | 407 795    | 1,58   | ▲0,26  |       |       |
|                                                                                             |                                                      |                                                         |                                       |            |        |        |       |       |
| Всего                                                                                       | Всего                                                | Всего                                                   | Всего                                 | 25 891 299 | 100,00 |        | 350   | —     |
| Недействительные голоса                                                                     | Недействительные голоса                              | Недействительные голоса                                 | Недействительные голоса               | 264 137    | 1,01   | ▲0,33  |       |       |
| Зарегистрировано / Явка                                                                     | Зарегистрировано / Явка                              | Зарегистрировано / Явка                                 | Зарегистрировано / Явка               | 26 155 436 | 75,66  | ▲6,95  |       |       |
|                                                                                             |                                                      |                                                         |                                       |            |        |        |       |       |
| Источник: Ministerio del Interior Архивная копия от 11 марта 2016 на Wayback Machine (исп.) |                                                      |                                                         |                                       |            |        |        |       |       |

1. ↑  Результаты сравниваются с объединёнными итогами ИСРП и Эстремадурской коалиции на выборах 2000 года
2. ↑  В том числе, 21 депутат от Партии социалистов Каталонии и 7 от Социалистической партии Страны Басков–«Левые Страны Басков»[англ.]
3. ↑  В том числе, 2 депутата от Союза наваррского народа
4. ↑  Результаты сравниваются с общими итогами выборов 2000 года «Объединённых левых», Инициатива для Каталонии—«Зелёные» и Независимых социалистов Эстремадуры, не учитывая результатов на Балеарских островах
5. ↑  Из них, по 2 депутата от КПИ и Инициатива для Каталонии—«Зелёные», 1 независимый
6. ↑  Из них, 6 депутатов от ДКК и 4 от ДСК
7. ↑  2 депутата от Канарских независимых, 1 от Канарской националистической инициативы
8. ↑  Только в Стране Басков, в Наварре в составе коалиции «Наварре — Да»
9. ↑  Независимый
10. ↑  Коалиция Валенсийского националистического блока и партии «Зелёная левая—Инициатива для Страны Валенсия»
11. ↑  Коалиция Социалистов Мальорки и Менорки—Националистическое соглашение, «Зелёных Мальорки»[исп.] и балеарских отделений ОЛ и РЛК
12. ↑  Коалиция партий Аралар и «Встань»
13. ↑  Совместно с «Зелёными—Зелёная альтернатива» (Каталония) в Жироне, «Зелёными группами» Канарских островов, Мелильи и Бургоса, «Еврозелёными» Балеарских островов
14. ↑  Партия социалистов Андалусии, Гуманистическая партия, «Зелёные сообщества Мадрид», Республиканская левая, Партия за легализацию и нормализацию каннабиса, Партия семьи и жизни, Национальная демократия, Союз леонского народа, Коммунистическая партия народов Испании, «Зелёные—Группа зелёных», Испанская фаланга, Мальоркинский союз, Фаланга, Земля комунера–Кастильская националистическая партия, Интернационалистская социалистическая рабочая партия, «Зелёные региона Мурсия», Республиканское общественное движение, Испанская демократическая партия, Демократическая конвергенция Наварры, «Зелёные Астурии», Аутентичная фаланга, Астурианистская партия, «Испания 2000», Канарская националистическая партия, «Единая Эстремадура», «Зелёные Эстремадуры», Партия фрилансеров и профессионалов, Инициатива по развитию Сории, Ассамблея Андалусии, Канарская народная альтернатива, Европейская зелёная группа, Независимые кандидатуры — Партия Кастилии и Леона, Пустые места—Альтернатива, Партия демократической кармы, Галисийский народный фронт, Галисийская коалиция, Альянс в целях развития и природы, Партия временных работников, Идентичность Королевства Валенсия, Партия фрилансеров, пенсионеров и вдов, «Помочь Астурии», Союз саламанкского народа, «Зелёные—Зелёная альтернатива», Карлистская партия, Романтическая партия взаимной поддержки, Кантабрийский националистический совет, Регионалистская партия Страны Леон, «Другая демократия возможна», Независимая общественная группа, Независимая социал-демократическая партия Сообщества Валенсия, Республиканская партия, Альтернатива для Гран-Канарии, Альянс за национальное единство, Левая ассамблея—Инициатива для Андалусии, Христианская позитивистская партия, Астурианская левая, Социалистическая партия народа Сеуты, Либеральный центристский союз, Националистическая партия Кале, «Единая Самора», Центристский союз Менорки, «Интернациональная борьба», Испанский демократический фронт, Кастильское единство, Андалусская социал-демократическая партия, Националистическая альтернатива Мага, Союз балеарского народа, «Европейское национальное государство», Рабочая коалиция за демократию, Национальная партия трудящихся, Партия людей, Регионалистская партия Гвадалахары, Национальный союз, Гражданская конвергенция Юго-Востока, Испанская национально-демократическая партия, Испанская политическая группа абсолютной честности

### Сенат
В выборах 208 сенаторов приняли участие 26 187 162 человек (75,75 %). Недействительных бюллетеней — 761 055 (2,91 %), пустых бюллетеней —  679 816 (2,67 %).
| Партии и коалиции                                                                          | Партии и коалиции                         | Партии и коалиции                            | Лидер                       | Места | Места |
| Партии и коалиции                                                                          | Партии и коалиции                         | Партии и коалиции                            | Лидер                       | Места | +/−   |
| ------------------------------------------------------------------------------------------ | ----------------------------------------- | -------------------------------------------- | --------------------------- | ----- | ----- |
|                                                                                            | Народная партия                           | исп. Partido Popular, PP                     | Мариано Рахой               | 102   | ▼25   |
|                                                                                            | Испанская социалистическая рабочая партия | исп. Partido Socialista Obrero Español, PSOE | Хосе Луис Родригес Сапатеро | 81    | ▲28   |
|                                                                                            | Каталонское соглашение о прогрессе        | исп. Entesa Catalana de Progrés              | Рамон Алеу и Жорнет         | 12    | ▲4    |
|                                                                                            | Конвергенция и Союз                       | исп. Convergència i Unió, CiU                | Жосеп Антони Дуран и Льейда | 4     | ▼4    |
|                                                                                            | Баскская националистическая партия        | баск. Euzko Alderdi Jeltzalea, EAJ           | Жосу Эркорека               | 6     | ▬     |
|                                                                                            | Канарская коалиция                        | исп. Coalición Canaria, CC                   | Паулино Риверо              | 3     | ▼2    |
|                                                                                            |                                           |                                              |                             |       |       |
| Всего                                                                                      | Всего                                     | Всего                                        | Всего                       | 208   | ▬     |
|                                                                                            |                                           |                                              |                             |       |       |
| Источник: Ministerio del Interior Архивная копия от 30 июня 2016 на Wayback Machine (исп.) |                                           |                                              |                             |       |       |

1. ↑  В том числе, 3 сенатора от Союза наваррского народа[исп.] и по 1 от Союза мелильского народа[исп.] и Валенсийского союза
2. ↑  Без Партии социалистов Каталонии
3. ↑  Коалиция Партии социалистов Каталонии, Республиканской левой, Инициативы для Каталонии и «Объединённые левые и Альтернатива»
4. ↑  Из них, 8 сенаторов от Партии социалистов, 3 от Республиканской левой и 1 от Инициативы для Каталонии
5. ↑  Все 4 от ДКК
6. ↑  2 сенатора от Канарских независимых и 1 от Группы независимых Иерро

## Результаты по регионам
Распределение голосов и мандатов за партии и коалиции по регионам Испании. Указаны только партии, набравшие не менее 0,1 % во всей Испании или не менее 0,4 % в автономном сообществе.
| Регион            | Народная партия | Народная партия | Социалисты | Социалисты | Левые      | Левые | Граждане против всех | Граждане против всех | Экопацифисты | Экопацифисты | Центристы  | Центристы | Зелёные    | Зелёные | Регионалисты | Регионалисты | Всего |
| Регион            | Голоса (%)      | Места           | Голоса (%) | Места      | Голоса (%) | Места | Голоса (%)           | Места                | Голоса (%)   | Места        | Голоса (%) | Места     | Голоса (%) | Места   | Голоса (%)   | Места        | Всего |
| ----------------- | --------------- | --------------- | ---------- | ---------- | ---------- | ----- | -------------------- | -------------------- | ------------ | ------------ | ---------- | --------- | ---------- | ------- | ------------ | ------------ | ----- |
| Андалусия         | 33,7            | 23              | 52,8       | 38         | 6,4        | 0     | 0,1                  | 0                    | —            | —            | 0          | < 0,1     | —          | —       | 4,6          | 1            | 61    |
| Арагон            | 36,5            | 5               | 41,3       | 7          | 2,8        | 0     | 0,1                  | 0                    | —            | —            | 0          | 0,1       | —          | —       | 16,7         | 1            | 13    |
| Астурия           | 43,7            | 4               | 43,4       | 4          | 8,4        | 0     | 0,2                  | 0                    | —            | —            | 0          | < 0,1     | 0,7        | 0       | 1,0          | 0            | 8     |
| Балеары           | 45,9            | 4               | 39,5       | 4          | —          | —     | 0,3                  | 0                    | —            | —            | —          | —         | —          | —       | 11,1         | 0            | 8     |
| Валенсия          | 46,8            | 17              | 42,5       | 14         | 4,7        | 1     | 0,2                  | 0                    | 0,8          | 0            | 0,2        | 0         | —          | —       | 2,4          | 0            | 32    |
| Галисия           | 47,1            | 12              | 37,2       | 10         | 1,7        | 0     | —                    | —                    | —            | —            | 0          | 0,1       | —          | —       | 11,7         | 2            | 24    |
| Канары            | 35,4            | 6               | 34,5       | 6          | 1,9        | 0     | —                    | —                    | —            | —            | 0          | 0,2       | —          | —       | 25,3         | 3            | 15    |
| Кантабрия         | 51,9            | 3               | 40,9       | 2          | 3,3        | 0     | 0,4                  | 0                    | —            | —            | 0          | 0,2       | —          | —       | 0,4          | 0            | 5     |
| Кастилия-Ла-Манча | 47,4            | 11              | 46,5       | 9          | 3,3        | 0     | 0,2                  | 0                    | —            | —            | 0          | 0,1       | —          | —       | 0,2          | 0            | 20    |
| Кастилия-Леон     | 50,3            | 19              | 41,9       | 14         | 2,8        | 0     | 0,2                  | 0                    | —            | —            | 0          | 0,2       | —          | —       | 1,8          | 0            | 33    |
| Каталония         | 15,6            | 6               | 39,5       | 21         | 5,8        | 2     | 0,8                  | 0                    | < 0,1        | 0            | < 0,1      | 0         | —          | —       | 37,5         | 18           | 47    |
| Мадрид            | 45,0            | 17              | 44,1       | 16         | 6,4        | 2     | 0,3                  | 0                    | 0,5          | 0            | 0,2        | 0         | —          | —       | 0,6          | 0            | 35    |
| Мурсия            | 57,4            | 6               | 35,0       | 3          | 4,2        | 0     | 0,1                  | 0                    | —            | —            | 0,2        | 0         | 1,0        | 0       | —            | —            | 9     |
| Наварра           | 37,6            | 2               | 33,6       | 2          | 5,9        | 0     | —                    | —                    | —            | —            | 0,2        | 0         | —          | —       | 19,6         | 1            | 5     |
| Риоха             | 49,9            | 2               | 44,0       | 2          | 2,8        | 0     | 0,5                  | 0                    | —            | —            | 0,2        | 0         | —          | —       | —            | —            | 4     |
| Страна Басков     | 18,9            | 4               | 27,2       | 7          | 8,2 %      | 0     | 0,                   | 0                    | —            | —            | 0,1        | 0         | —          | —       | 43,3         | 8            | 19    |
| Эстремадура       | 42,4            | 5               | 51,2       | 5          | 3,5        | 0     | 0,1                  | 0                    | —            | —            | 0,1        | 0         | 0,5        | 0       | 0,6          | 0            | 10    |
| Сеута             | 59,2            | 1               | 35,8       | 0          | 0,6        | 0     | —                    | —                    | —            | —            | —          | —         | —          | —       | 2,3          | 0            | 1     |
| Мелилья           | 54,6            | 1               | 41,4       | 0          | 0,8        | 0     | 0,                   | 0                    | —            | —            | 0,3        | 0         | —          | —       | —            | —            | 1     |
| Всего             | 37,7            | 148             | 42,6       | 164        | 5,0        | 5     | 0,2                  | 0                    | 0,1          | 0            | 0,1        | 0         | < 0,1      | 0       |              | 33           | 350   |

1. ↑  Вместе с «Зелёными»
2. ↑  Андалусистская партия — 4,0 %, Партия социалистов Андалусии — 0,5 %
3. ↑  Вместе с «Объединёнными левыми»
4. ↑  Союз арагонцев — 12,0 %, РАП — 4,7 %
5. ↑  Союз арагонцев
6. ↑  Вместе с Блоком за Астурию
7. ↑  Вместе с Астурианской демократической конвергенцией
8. ↑  Астурианистская партия — 0,6 %, «Помочь Астурии» — 0,3 %
9. ↑  Прогрессисты Балеарских островов (коалиция Социалистов Мальорки и Менорки—Националистическое соглашение, ОЛ, «зелёных» и РЛК — 8,6 %, Мальоркский союз — 2,3 %
10. ↑  Вместе с «Зелёными»
11. ↑  Объединённые левые Страны Валенсия совместно с РЛ и «Зелёными — Экологической левой»
12. ↑  Валенсийский националистический блок — 1,5 %, РЛК — 0,5 %
13. ↑  Галисийский националистический блок — 11,4 %
14. ↑  Галисийский националистический блок
15. ↑  Канарская единая левая, «Зелёная инициатива» (Канары), «Канарские зелёные» и Гражданская альтернатива 25 мая (Лансароте)
16. ↑  Канарская коалиция — 24,3 %, Канарская националистическая партия — 0,4
17. ↑  Канарская коалиция
18. ↑  Кантабрийский националистический совет
19. ↑  Вместе с ИСРП
20. ↑  Союз леонского народа — 0,8 %, «Земля комунера» — 0,4 %
21. ↑  ПСК
22. ↑  «Объединённые левые и альтернатива» и «Инициатива для Каталонии—Зелёные»
23. ↑  «Зелёные—Экологическая альтернатива»
24. ↑  Совместно с «Объединенными левыми и альтернатива»
25. ↑  КиС — 20,8 %, РЛК — 15,9 %
26. ↑  КиС — 10, РЛК — 8
27. ↑  «Зелёные Мадрида»
28. ↑  «Зелёные региона Мурсия»
29. ↑  Вместе с Союзом наваррского народа[исп.]
30. ↑  Объединённые левые Наварры
31. ↑  «Наварре — Да» (коалиция БНП, БС, партии «Ассамблея»[баск.] и независимых) — 18,0 %, Демократическая конвергенция Наварры — 1,6 %
32. ↑  «Наварре — Да»
33. ↑  Социалистическая партия Страны Басков–«Левые Страны Басков»
34. ↑  «Объединённые левые Страны Басков»
35. ↑  БНП — 33,7 %, Баскская солидарность — 6,5 %, Аралар[баск.]—«Встань» — 3,1 %
36. ↑  БНП — 7, Баскская солидарность — 1
37. ↑  Вместе с Независимыми социалистами Эстремадуры
38. ↑  «Зелёные Эстремадуры»
39. ↑  «Единая Эстремадура»
40. ↑  Социалистическая партия народа Сеуты
41. ↑  Вместе с Союзом мелильского народа[исп.]
42. ↑  Конфедерация зелёных участвовала в выборах совместно с ИСРП, «ОЛ» или другими, за исключением Астурии, Эстремадуры и Мурсии

Народная партия выиграла выборы в 12 автономных сообществах из 17 и в 27 провинциях из 50, в том числе в Мадриде, а также в Сеуте и Мелилье. Социалисты победили в 4 автономных сообществах и в 21 провинции, в том числе в Барселоне. Баскские националисты первенствовали в Стране Басков, Бискайе и Гипускоа.

## После выборов
Теракты в Мадриде за три дня до выборов и попытка правящей Народной партии ввести избирателей в заблуждение, скрыв от них информацию о террористах и причинах взрывов, изменили настроения в пользу оппозиционной ИСРП. Хотя все опросы общественного мнения, проведённые до 11 марта, показывали преимущество правоцентристов над социалистами в день выборов 14 марта многие избиратели отдали предпочтение ИСРП, протестуя против обмана со стороны Народной партии. В результате социалисты одержали победу с неожиданным отрывом в почти 5 процентных пунктов и рекордными 11 миллионами голосов, наибольшим количество голосов какое получал победитель выборов в истории Испанской (этот результат был превзойдён ИСРП в 2008 году).
На следующий день после выборов лидер социалистов Сапатеро объявил о своём намерении сформировать правительство меньшинства, без коалиции. Республиканская левая Каталонии и Объединённые левые сразу же объявили о своём намерении поддержать кабинет социалистов. 16 апреля 2004 года за кандидатуру Сапатеро на пост премьер-министра Испании проголосовали 183 депутата из 350 (все 164 от ИСРП, 8 от левых республиканцев Каталонии и 5 от Объединённых левых, а также канарские, галисийские и арагонские регионалисты). Против высказались все 148 парламентариев от Народной партии, каталонские и баскские националисты воздержались.